# ستان وليامز
ستان وليامز (بالإنجليزية: Stan Williams)‏ (1 مايو 1919 جنوب أفريقيا جنوب أفريقيا - 12 يونيو 2007) هو لاعب كرة قدم جنوب أفريقي.